# Kateryna Voloďková

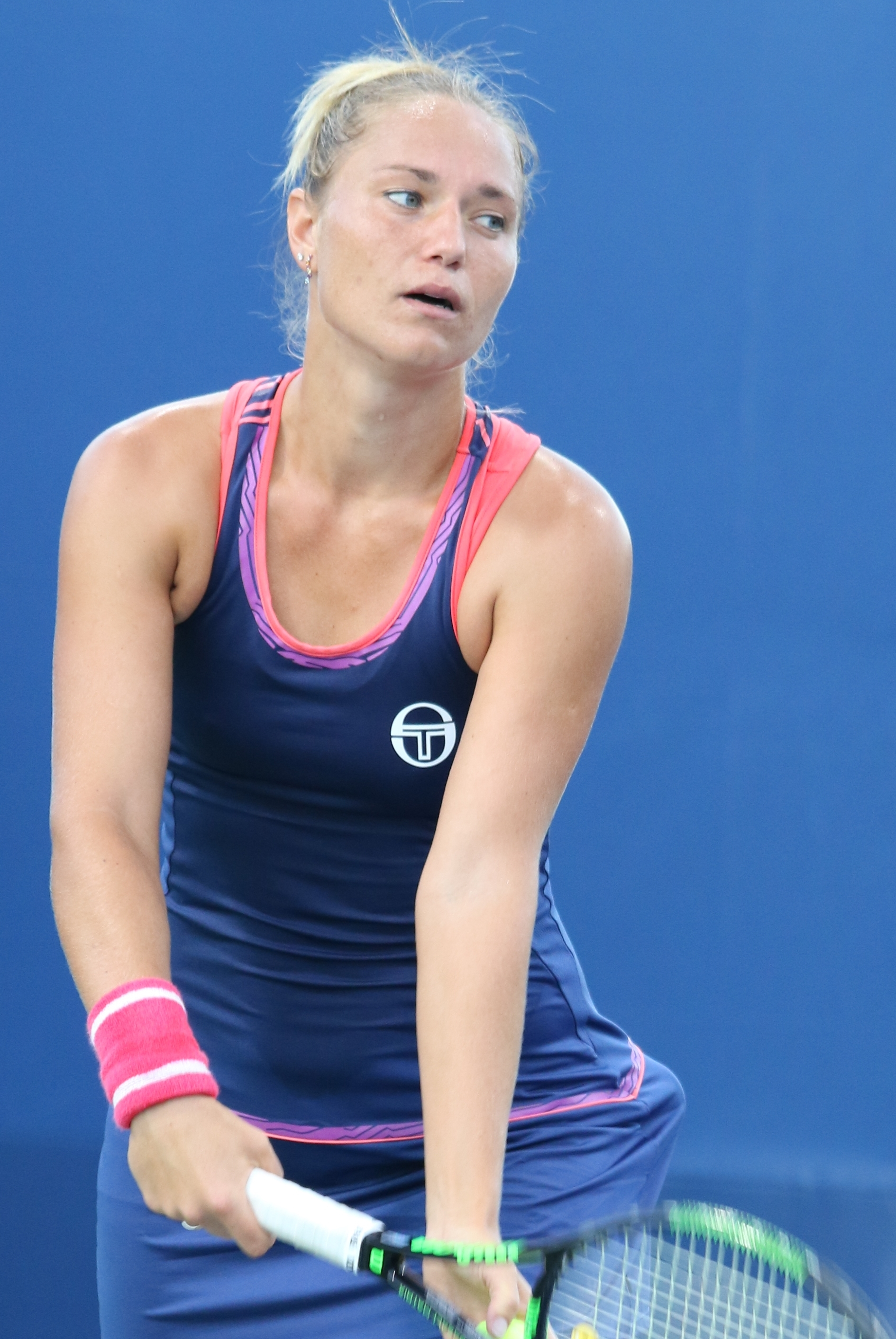
Podání na US Open 2016

Kateryna Volodymyrivna Voloďková (ukrajinsky: Катерина Володимирівна Воло́дько, rozená Bondarenko (Бондаренко), * 8. srpna 1986 Kryvyj Rih) je ukrajinská profesionální tenistka, vítězka grandslamové čtyřhry na Australian Open 2008, kde triumfovala se sestrou Aljonou Bondarenkovou. Ve své dosavadní kariéře na okruhu WTA Tour vyhrála dva singlové a čtyři deblové turnaje.
Na žebříčku WTA byla ve dvouhře nejvýše klasifikována v říjnu 2009 na 29. místě a ve čtyřhře pak v říjnu 2008 na 9. místě.
V ukrajinském týmu Billie Jean King Cupu debutovala v roce 2005 základním blokem 1. skupiny zóny Evropy a Afriky proti Řecku, v němž vyhrála se sestrou Valerijí čtyřhru. Ukrajinky zvítězily 3:0 na zápasy. Do listopadu 2023 v soutěži nastoupila k devatenácti mezistátním utkáním s bilancí 11–10 ve dvouhře a 12–1 ve čtyřhře.

## Soukromý život
Narodila se do tenisové rodiny jako nejmladší ze tří sester. Sourozenkyně Valerija i Aljona Bondarenkovy se také staly tenistkami.
V září 2011 se vdala za Denise Voloďka. Do manželství se narodily dcery Karin (nar. 2013) a Eva Voloďkovy (nar. 2019). V roce 2022 přijala na tenisových okruzích manželovo příjmení Voloďková.

## Tenisová kariéra

### Do roku 2006
Tenis začala hrát ve čtyřech letech pod dozorem svých rodičů, Natalie a Vladimira. Profesionální status získala v roce 2000 ve věku čtrnácti let. Od září tohoto roku zkoušela své síly na ženských turnajích okruhu ITF. Vítězství se dočkala v indickém Puné v roce 2002. Poté vyhrála v srpnu 2003 v Gdyni a nakonec svého působení na juniorských turnajích si v roce 2006 odvezla titul z Dubaje.
Ve Wimbledonu 2004 ovládla juniorskou dvouhru. Cestou k vítězství na její raketě dohrály Šachar Pe'erová, Michaëlla Krajiceková a Ana Ivanovićová.

### 2006
V roce 2006 prošla hladce kvalifikací v Pattaya, ale byla rychle vyřazena z hlavního turnaje. V Bengalúru se v 1. kole potkala se sestrou Aljonou, která byla v tomto vzájemném souboji lepší. V Dubaji vyřadila Květu Peschkeovou, ale na Belgičanku Justine Heninovou ve 2. kole jí síly nestačily. Na Wimbledonu 2006 poprvé v životě vyhrála grandslamové utkání, když porazila Chorvatku Ivanu Lisjakovou. Přes Nicole Vaidišovou se již nedostala. Tento rok se jí podařilo ještě dostat do čtvrtfinále v Taškentu. Kromě dvouher hrála také čtyřhry. Do semifinále postoupila v Dubaji a v Hasseltu.

### 2007
V březnu 2007 se předvedla v dobré formě na turnaji v Dauhá. Po kvalifikačních utkáních dokázala porazit Annu-Lenu Grönefeldovou a Saniu Mirzaovou. Porazila ji teprve Srbka Jelena Jankovićová. Na antuce ve Warszawě se dostala do 2. kola. Porazila nejprve Věru Duševinovou a Tamiru Paszekovou, než ji vyřadila třetí nasazená Světlana Kuzněcovová. O týden později v Berlíně (opět na oblíbené antuce) ve druhém kole urputně, ale neúspěšně bojovala s Martinou Hingisovou. Prohrála ve dvou setech. Další její akcí byl turnaj v Římě. Po výhrách nad Sarou Erraniovou a Karolinou Špremovou ji zastavila ve 3. kole Dinara Safinová. Na French Open se sice dostala jen do druhého kola, ale i tak jí to stačilo na prozatím nejlepší umístění v žebříčku WTA (39. místo).
Na Wimbledonu 2007 vypadla hned v 1. kole s Dinarou Safinovou. Vše si vynahradila ve smíšené čtyřhře, kde se spolu s Australanem Jordanem Kerrem dostala do čtvrtfinále. Vyřadili je pozdější finalisté Alicia Moliková a Jonas Björkman. V další části sezóny oplatila prohry Dinaře Safinové. Povedlo se jí to na turnaji v Los Angeles ve 2. kole. Ve třetím však už nestačila na Viktorii Azarenkovou.
Na US Open nejprve porazila Virginii Ruanovou Pascualovou, ale opět nestačila na Dinaru Safinovou. Ve druhém kole na turnaji ve Stuttgartu vyřadila pátou hráčku žebříčku WTA Anu Ivanovićovou. Do té doby to bylo nejcennější vítězství její kariéry. Ve čtvrtfinále podlehla pozdější finalistce Tatianě Golovinové.
Ve čtyřhře si tuto sezónu zapsala nejlepší výsledek během turnaje ve Varšavě. Spolu s Aljonou se tam dostaly do semifinále, když je nakonec porazily Jelena Vesninová a Jelena Lichovcevová. Kromě toho se ještě několikrát probojovala do čtvrtfinále, mezi jinými v Dubaji či ve Stuttgartu.

### 2008
Na počátku roku vypadla ve dvouhře hned v prvních kolech turnajů v Hobartu i Australian Open. Tam si to však bohatě vynahradila ve čtyřhře, když společně se svou sestrou celý grandslamový turnaj poprvé v kariéře vyhrála. Cestou do finále porazily i pár nasazený jako č. 1 Cara Blacková s Liezel Huberová. Ve finále samotném vyhrály nad 12. nasazeným párem Viktoria Azarenková a Šachar Pe'erová.
Na dalším turnaji v Paříži se dostala ve dvouhře do čtvrtfinále, kde ji porazila čtvrtá nasazená Jelena Dementěvová, ale ve čtyřhře s Alonou opět triumfovaly. Ve finále porazily český pár Eva Hrdinová – Vladimíra Uhlířová. Na grandslamovém French Open Ukrajinky vypadly v semifinále. V roce 2008 se dočkala i prvního titulu na okruhu WTA ve dvouhře, když v červnu na trávě v Birminghamu prošla bez zaváhání celým turnajem. Porazila tam Češku Petru Cetkovskou, Novozélanďanku Marinu Erakovićovou a ve finále Belgičanku Yaninu Wickmayerovou.
V srpnu proběhly Olympijské hry v Číně, kde ve dvouhře narazila už v 1. kole na pozdější vítězku turnaje Jelenu Dementěvovou. Ta ji porazila ve dvou setech. Ve čtyřhře se se svou sestrou Alonou probojovaly do semifinále, přes které je nepustily sestry Williamsovy. V boji o bronzové medaile podlehly čínskému páru Jen C’ a Čeng Ťie.

## Finále na Grand Slamu

### Ženská čtyřhra: 1 (1–0)
| Stav    | rok  | turnaj          | povrch | spoluhráčka         | soupeřky ve finále                  | výsledek      |
| ------- | ---- | --------------- | ------ | ------------------- | ----------------------------------- | ------------- |
| Vítězka | 2008 | Australian Open | tvrdý  | Aljona Bondarenková | Viktoria Azarenková Šachar Pe'erová | 2–6, 6–1, 6–4 |

## Zápasy o olympijské medaile

### Ženská čtyřhra: 1 (0–1)
| Stav     | turnaj       | povrch | spoluhráčka         | soupeřky ve finále | výsledek |
| -------- | ------------ | ------ | ------------------- | ------------------ | -------- |
| 4. místo | Peking, Čína | tvrdý  | Aljona Bondarenková | Jen C’ Čeng Ťie    | 2–6, 2–6 |

## Finále na okruhu WTA Tour
| Legenda                                                   |
| --------------------------------------------------------- |
| D – dvouhra; Č – čtyřhra                                  |
| Grand Slam (1–0 Č)                                        |
| Turnaj mistryň (0)                                        |
| Tier I / Premier Mandatory & Premier 5 / WTA 1000 (0)     |
| Tier II / Premier / WTA 500 (1–1 Č)                       |
| Tier III, IV & V / International / WTA 250 (2–0 D; 2–6 Č) |

### Dvouhra: 2 (2–0)
| Stav    | č. | datum           | turnaj                         | povrch | soupeřka ve finále  | výsledek                |
| ------- | -- | --------------- | ------------------------------ | ------ | ------------------- | ----------------------- |
| Vítězka | 1. | 15. června 2008 | Birmingham, Spojené království | tráva  | Yanina Wickmayerová | 7–6(9–7), 3-6, 7–6(7–4) |
| Vítězka | 2. | 30. září 2017   | Taškent, Uzbekistán            | tvrdý  | Tímea Babosová      | 6–4, 6–4                |

### Čtyřhra: 11 (4–7)
| Stav       | č. | datum             | turnaj                                | povrch | spoluhráčka         | soupeřky ve finále                        | výsledek         |
| ---------- | -- | ----------------- | ------------------------------------- | ------ | ------------------- | ----------------------------------------- | ---------------- |
| Vítězka    | 1. | 26. leden 2008    | Australian Open, Melbourne, Austrálie | tvrdý  | Aljona Bondarenková | Viktoria Azarenková Šachar Pe'erová       | 2–6, 6–1, 6–4    |
| Vítězka    | 2. | 10. února 2008    | Paříž, Francie                        | tvrdý  | Aljona Bondarenková | Vladimíra Uhlířová Eva Hrdinová           | 6–1, 6–4         |
| Finalistka | 1. | 16. ledna 2009    | Hobart, Austrálie                     | tvrdý  | Aljona Bondarenková | Gisela Dulková Flavia Pennettaová         | 2–6, 6–7(4–7)    |
| Finalistka | 2. | 12. července 2009 | Budapešť, Maďarsko                    | antuka | Aljona Bondarenková | Alisa Klejbanovová Monica Niculescuová    | 4–6, 6–7(5–7)    |
| Vítězka    | 3. | 19. července 2009 | Praha, Česko                          | antuka | Aljona Bondarenková | Iveta Benešová Barbora Záhlavová-Strýcová | 6–1, 6–2         |
| Finalistka | 3. | 15. ledna 2011    | Hobart, Austrálie                     | tvrdý  | Līga Dekmeijereová  | Sara Erraniová Roberta Vinciová           | 3–6, 5–7         |
| Finalistka | 4. | 1. května 2015    | Praha, česko                          | antuka | Eva Hrdinová        | Belinda Bencicová Kateřina Siniaková      | 2–6, 2–6         |
| Finalistka | 5. | 27. srpna 2015    | New Haven, Spojené státy              | tvrdý  | Čuang Ťia-žung      | Sania Mirzaová Monica Niculescuová        | 5–7, 4–6         |
| Finalistka | 6. | 1. března 2020    | Acapulco, Mexiko                      | tvrdý  | Sharon Fichmanová   | Desirae Krawczyková Giuliana Olmosová     | 3–6, 6–7(5–7)    |
| Vítězka    | 4. | 8. března 2020    | Monterrey, Mexiko                     | tvrdý  | Sharon Fichmanová   | Miju Katová Wang Ja-fan                   | 4–6, 6–3, [10–7] |
| Finalistka | 7. | červenec 2021     | Gdyně, Polsko                         | antuka | Katarzyna Piterová  | Anna Danilinová Lidzija Marozavová        | 3–6, 2–6         |

## Postavení na konečném žebříčku WTA

### Dvouhra
| Rok    | 2001 | 2002   | 2003   | 2004   | 2005   | 2006   | 2007  | 2008  | 2009  |
| Pořadí | 867. | ▲ 813. | ▲ 354. | ▲ 333. | ▲ 125. | ▲ 118. | ▲ 44. | ▼ 63. | ▲ 32. |

### Čtyřhra
| Rok    | 2001 | 2002   | 2003   | 2004   | 2005   | 2006  | 2007  | 2008  | 2009  |
| Pořadí | 520. | ▼ 873. | ▲ 566. | ▲ 264. | ▲ 128. | ▲ 64. | ▲ 51. | ▲ 10. | ▼ 41. |